# Robbie Nevil
Robbie Nevil, właściwie Robert S Nevil (ur. 2 października 1958 roku w Los Angeles, w stanie Kalifornia) – amerykański piosenkarz, kompozytor i gitarzysta.
Ma dwóch braci – Alexa i Chrisa. Ukończył Beverly Hills High School w Beverly Hills, w stanie Kalifornia.

## Kariera
Jego tytułowy album "Robbie Nevil" (1986), produkcji Alex Sadkin i Phila Thornally'ego, przyniósł mu sławę i wysokie notowania na amerykańskiej liście przebojów "Billboard Hot 100 Hits", przebój "C'est La Vie" znalazł się na drugim miejscu "Hot 100" i utrzymywała się na tej pozycji przez następne dwa tygodnie.
Jego późniejsze dwa albumy "A Place Like This" (1988) i "Day 1" (1991) nie odniosły podobnego sukcesu. Śpiewał również w duecie z Courtney Love na pogrzebie amerykańskiego artysty Andy'ego Warhola.
Po 1991 roku Nevil skupił się na produkcji i pisaniu tekstów piosenek dla innych wykonawców. Kolejnym sukcesem były trzy piosenki, wykorzystane potem jako soundtracki do filmów: Mój brat niedźwiedź II (Brother Bear 2, 2006), High School Musical – "The Start of Something New", "We're All In This Together" i "I Can't Take My Eyes Off Of You". Piosenka rozpoczynająca program Hannah Montana (2006–2007) – "The Best Of Both Worlds", to także jego dzieło. Rok 2012 współpraca z Connie Talbot przy piosence Sail Away.

## Dyskografia

### Albumy
- 1986: Robbie Nevil
- 1988: A Place Like This
- 1991: Day 1
- 2000: Premium Gold Collection

### Single
- 1986: "C'est La Vie"
- 1987: "Dominoes"
- 1987: "Wot's It To Ya"
- 1988: "Back On Holiday"
- 1989: "Somebody Like You"
- 1991: "Just Like You"
- 1991: "For Your Mind"
- Call Me